# Nguyễn Hữu Cường
Nguyễn Hữu Cường (sinh 1954) là một sĩ quan cấp cao trong Quân đội Nhân dân Việt Nam, hàm Trung tướng, nguyên là Phó Bí thư Đảng ủy, Tư lệnh Quân khu 4

## Thân thế và sự nghiệp
Ông sinh ngày 20 tháng 9 năm 1954 tại Quảng Trung, Quảng Trạch, Quảng Bình. Quê quán: xã Quảng Trung, thị xã Ba Đồn, tỉnh Quảng Bình
Tháng 5 năm 1972, đồng chí nhập ngũ, huấn luyện tại Tiểu đoàn 51, Đoàn 22B, Quân khu 4.
Tháng 10 năm 1972 đến tháng 8 năm 1973, đồng chí chiến đấu tại chiến trường Quảng Trị thuộc Trung đoàn 209, Sư đoàn 312.
Từ tháng 9 năm 1973 đến tháng 9 năm 1977, đồng chí học tại trường Sĩ quan Lục quân 1. Sau khi tốt nghiệp, đồng chí được điều động công tác tại Trường Sỹ quan Lục quân 2 và giữ các chức vụ: Trung đội trưởng, Đại đội phó (10/1977 – 6/1980); Đại đội trưởng (7/1980 – 3/1982), Tiểu đoàn 1, Trường Sĩ quan Lục quân 2.
Từ tháng 9 năm 1982 đến tháng 10 năm 1985 đồng chí học lớp đào tạo chỉ huy tham mưu cấp chiến dịch, Học viện Lục quân. Hoàn thành khóa học, đồng chí công tác tại Quân khu 4 và được bổ nhiệm các chức vụ: Phó Tham mưu trưởng Trung đoàn 9, Sư đoàn 968 (11/1985 – 1/1988); Học viên lớp Chỉ huy quân sự địa phương, trường Quân chính Quân khu 4 (02/1988 – 9/1988); Phó Tham mưu trưởng Trung đoàn 6, Bộ chỉ huy Quân sự tỉnh Bình – Trị – Thiên (10/1988 – 02/1989); Chỉ huy phó, Tham mưu trưởng, sau đó là Chỉ huy trưởng Ban chỉ huy Quân sự huyện Bố Trạch, Bộ Chỉ huy Quân sự tỉnh Quảng Bình (3/1989 – 8/1994).
Từ tháng 9 năm 1994 đến tháng 12 năm 1996, đồng chí học lớp chỉ huy tham mưu cao cấp chiến dịch, chiến lược tại Học viện Quốc phòng. Sau khóa học, đồng chí trở lại công tác tại Bộ CHQS tỉnh Quảng Bình và giữ các chức vụ: Phó Tham mưu trưởng (01/1997 – 3/1999); Phó chỉ huy trưởng, Tham mưu trưởng Bộ Chỉ huy Quân sự tỉnh Quảng Bình (4/1999 – 7/2000); Chỉ huy trưởng Bộ Chỉ huy Quân sự tỉnh Quảng Bình; Ủy viên Ban Thường vụ Tỉnh ủy (8/2000 – 02/2004).
Năm 2004, bổ nhiệm giữ chức Phó Tư lệnh Quân khu 4.
Năm 2009, bổ nhiệm giữ chức Tư lệnh Quân khu 4.
Năm 2014, nghỉ hưu
Thiếu tướng (2004) Trung tướng (2009)